# Zsuzsanna Bánki

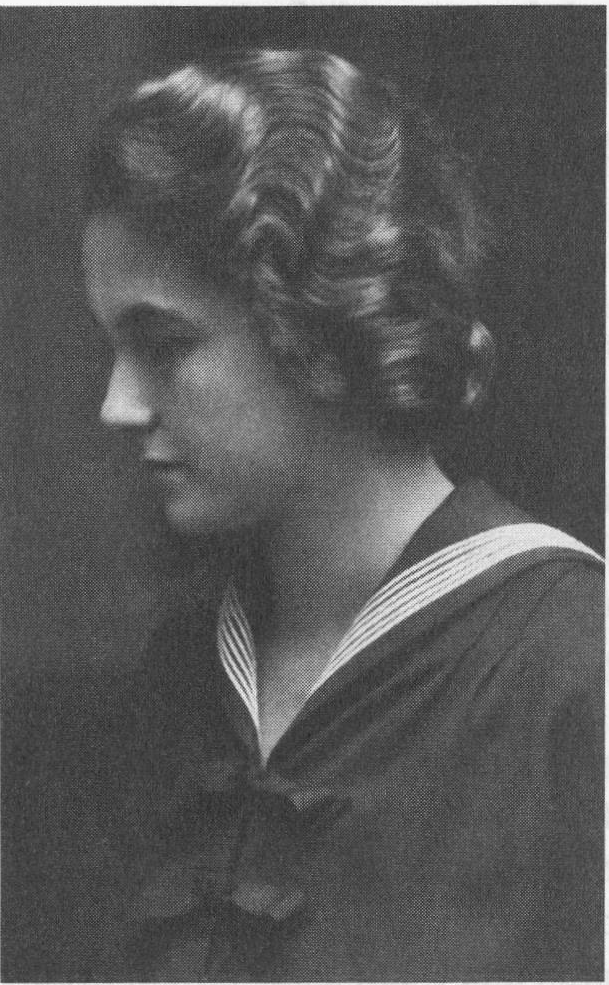
József Glück: Zsuzsanna Bánki (1930)

Zsuzsanna Klara Bánki (geboren 21. März 1912 in Győr, Österreich-Ungarn; deportiert am 11. Juni 1944 in das KZ Auschwitz) war eine ungarische Architektin.

## Leben
Zsuzska Bánkis Vater Zoltán Bánki (1873–1934) führte eine gynäkologische Arztpraxis in Győr. Er und seine Frau Olga Arpási (1884–1944) hatten schon vor ihrer Hochzeit ihre Namen magyarisieren lassen. Ihr Sohn Ödön Bánki (1903–1978) wurde ebenfalls Arzt, er musste nach der Niederlage der Ungarischen Räterepublik 1919 das Land verlassen und lebte später in den Niederlanden.
Bánki machte 1930 die Matura und begann noch im Wintersemester das Architekturstudium am Bauhaus in Dessau. Sie studierte in der Tischlerei und in der Bau-/Ausbauabteilung. Obwohl sie als zurückhaltend geschildert wurde, war sie mit den Kommilitonen Waldemar Alder, Irena Blühová, Jean Weinfeld und Munio Weinraub
befreundet. 1932 wurde sie gemeinsam mit anderen Studenten aufgrund kommunistischer Aktivitäten für das Folgesemester nicht mehr zugelassen und musste daher das Studium an der Kunstschule in Frankfurt am Main fortsetzen. Nach der Machtübergabe an die Nationalsozialisten 1933 wurde sie auch dort vertrieben und bemühte sich um ein Volontariat bei Clemens Holzmeister an der Wiener Akademie der bildenden Künste. Dort blieb sie drei Jahre, bedingt durch die Zeitläufte gibt es keine Dokumente über ihre Studienarbeiten und ihre Beteiligung an den Projekten Holzmeisters. Ihrer niederländischen Schwägerin zufolge arbeitete sie mit beim Bau der Christkönigskirche in Wien. 1936 erhielt sie das Architektendiplom der Akademie und als zusätzliche Auszeichnung die Silberne Fügermedaille für den Entwurf eines Taufbeckens.
1936 eröffnete Bánki ein Büro für Innenarchitektur in Győr, Unterlagen über Aufträge sind nur spärlich zu finden, zudem unterband die 1939 nochmals verschärfte antisemitische Politik des Horthy-Regimes öffentliche Aufträge an Juden. Bánki entwarf das Grabmal für ihren 1934 gestorbenen Vater, das auf dem jüdischen Friedhof in Győr erhalten ist.
Bánki heiratete 1938 den Internisten István Sterk, der sich nun István Pál nannte. Beide und ihre Mutter wurden im Juni 1944 in Győrsziget von der ungarischen Miliz in ein Zwangsghetto getrieben und vom Eichmann-Kommando in das Konzentrationslager Auschwitz-Birkenau deportiert, wo sie vergast wurden.